# El seductor (película de 1950)
El seductor es una película en blanco y negro de Argentina dirigida por Luis Bayón Herrera sobre el guion de Carlos A. Petit y Rodolfo Sciammarella que se estrenó el 12 de mayo de 1950 y que tuvo como protagonistas a Luis Sandrini, Elina Colomer y Blanquita Amaro. En la película colaboró también Virgilio Muguerza como asistente de diálogos. El tema musical La caridad le da el santo, que se escucha durante el filme pertenece a Huberto Rodríguez Silva. 

## Sinopsis
El jefe de la estación ferroviaria del pueblo de Villaverde, conoce a una bella mujer que viajaba en un tren que sufre un desperfecto, a la cual promete ayudarla. Más adelante se verá envuelto en problemas policiales que finalmente se resuelven.

## Reparto
Los intérpretes del filme fueron:
- Luis Sandrini… Mínimo / Miguel
- Elina Colomer… Rosita
- Paul Ellis… Roberto
- Blanquita Amaro… Lucy
- Mecha López… Serafina
- Max Citelli… Don Antonio
- Ramón J. Garay… Don Perfecto
- Isabel Figlioli… Doña Meche
- Luis Otero… Julián Rosales 1
- Carlos Belluci… Comisario
- José Cicarelli
- Roberto Blanco… Enrique
- Arturo Palito
- Ricardo de Rosas
- Eduardo de Labar… Gerente
- Francisco Audenino
- Carmen Giménez… Doña Braulia
- Jorge Villoldo
- Aída Villadeamigo… Mujer en club
- José María Pedroza… Jugador de poker
- Nicolás Taricano… Inspector
- Mauricio Espósito
- Cristina Berys… Elena
- Rafael Chumbita
- Gaby Guerrico
- Alfonso Ferrari Amores
- Mariano Monclús
- Francisco Lizzio
- Julián Freire
- Nélida Guerrero
- Rodolfo Martincho
- Miguel Leporace
- Dionisio Elía
- Carlos Rossi
- Alicia Montserrat
- Diana Belmont
- Juan Alighieri… Julián Rosales 2
- Domingo Froid
- Julio Miroya
- Julia Vázquez
- María L. Fernández
- María A. Milán
- Ethel Davis
- Juan Migoya
- Eduardo García

## Comentarios
El Heraldo del Cinematografista dijo:

”Con un diálogo pródigo en chistes y en réplicas festivas... Sandrini se muestra en los aspectos más celebrados de su personalidad."

Por su parte Manrupe y Portela escriben:

”Curioso papel de Sandrini, seduciendo a una mujer de ciudad con quien todo el pueblo cree que pasó la noche, en una realización poco ambiciosa."